# Felinia spissa
Felinia spissa är en fjärilsart som beskrevs av Achille Guenée 1852. Felinia spissa ingår i släktet Felinia och familjen nattflyn. Inga underarter finns listade i Catalogue of Life.